# Caspar Bartholin den yngre

De ovariis mulierum et generationis historia epistola anatomica, 1678

Caspar Bartholin den yngre, född den 10 september 1655, död den 11 juni 1738, var en dansk medicinare och jurist, son till Thomas Bartholin.
Bartholin blev 1677 professor i filosofi (utnämndes redan 1674, men tillträdde professuren först efter en treårig utlandsvistelse), och efterträdde fadern som professor i medicin 1680. Han var starkt påverkad av Steno och upptäckte själv en spottkörtelgång och några körtlar i de kvinnliga könsorganen (bartholinska körtlarna). Utöver sina anatomiska skrifter författade han även ett flertal arkeologiska arbeten. År 1691 blev han højesteretsassessor, 1719 generalprokurör och 1724 deputerad för finanserna. Han var den förste ofrälse, som fick dannebrogsorden (1729), och blev 1731 jämte alla faderns efterkommande adlad.